# 香川ファイブアローズ
香川ファイブアローズ（かがわファイブアローズ、英: Kagawa Five Arrows）は、香川県高松市をホームタウンとするプロバスケットボールチーム。運営法人は株式会社ファイブアローズ。2005年に高松ファイブアローズとして創設され、2023-24シーズンからB3リーグに所属する。
2005年に香川県高松市をホームタウンとして創設された香川県内初のトッププロスポーツチームであるとともに、四国初のプロバスケットボールチームである。
日本プロバスケットボールリーグ（bjリーグ）2006-07シーズンより高松ファイブアローズ（たかまつファイブアローズ、英: Takamatsu Five Arrows）として参入。2016-17シーズンよりBリーグに参入するのを機に、現クラブ名に変更した。

## 概要
チーム名は、平安時代末期の武将・那須与一が現在の高松市内屋島で起こった屋島の戦いにおいて、「矢」で扇の的を射抜いた故事に由来する。「5本の矢」は、プロフェッショナルとしての意識、誇りと使命、信頼と絆、勇気、感謝を表す
。チームロゴのコンセプトは「継承と革新」で、「矢」はアップテンポなバスケット、「炎」はパッションやエネルギーを表現している。

### チームカラー
2006-07シーズン〜2009-10シーズン
    アローズブルー、    アローズオレンジ
アローズブルー（ターコイズブルー）は瀬戸内海をイメージしている。
2010-11シーズン〜2015-16シーズン
    アローズイエロー、    アローズブラック
アローズイエローはチームの伝統の創造と新生の炎を意味する。
2016-17シーズン〜2019-20シーズン
    アローズイエロー、    瀬戸内ネイビー
アローズイエローは金毘羅山など県を照らす「黄金色」、瀬戸内ネイビーは瀬戸内海をイメージしている。
2020-21シーズン〜
    ビクトリーイエロー、   ブラック、   ホワイト

### ユニフォームスポンサー （2023-24シーズン）
- 前面：ヤマウチ（右肩）、あなぶきグループ（中央）
- 背面：WARC（背番号上部）、百十四銀行（選手名下部）
- パンツ：クリエイトワン（右腰部）、日プラ（ホーム右太もも）、香川県・高松市（アウェー右太もも）、レクザム（左前）、サニーサイド（ホーム右後ろ）、キャッシュフローコーチ有志の会 （アウェー右後ろ）、タナベスポーツ（左後ろ）

### ユニフォームサプライの遍歴
- 2006年 - 2009年 : 尾崎商事
- 2009年 - 2010年 : ブル・ファイト
- 2010年 - 2011年 : GANBAX
- 2011年 - 2013年 : TeamFive
- 2013年 - 2014年 : UPSET
- 2014年 - 2016年 : ON THE COURT
- 2016年 - 2018年 : VAYoreLA
- 2018年 - 2020年 : TRES BASKETBALL[7]
- 2020年[8] - 2023年 : SPALDING
- 2023年[9] - 現在 : B-Five

### 歴代ユニフォーム
| HOME             | HOME      | HOME             | HOME             | HOME             |
| ---------------- | --------- | ---------------- | ---------------- | ---------------- |
| 2017 - 18        | 2018 - 19 | 2019 - 20        | 2020 - 21        | 2021 - 22        |
| 2022 - 23        | 2023 - 24 | 2024 - 25 GAME-1 | 2024 - 25 GAME-2 | 2025 - 26 GAME-1 |
| 2025 - 26 GAME-2 |           |                  |                  |                  |
|                  |           |                  |                  |                  |

| AWAY             | AWAY      | AWAY             | AWAY             | AWAY             |
| ---------------- | --------- | ---------------- | ---------------- | ---------------- |
| 2017 - 18        | 2018 - 19 | 2019 - 20        | 2020 - 21        | 2021 - 22        |
| 2022 - 23        | 2023 - 24 | 2024 - 25 GAME-1 | 2024 - 25 GAME-2 | 2025 - 26 GAME-1 |
| 2025 - 26 GAME-2 |           |                  |                  |                  |
|                  |           |                  |                  |                  |

| other                      | other         | other         | other                | other                |
| -------------------------- | ------------- | ------------- | -------------------- | -------------------- |
| 2020 - 21 3rd ブルーカラー | 2021 - 22 3rd | 2023 - 24 3rd | 2024 - 25 3rd GAME-1 | 2024 - 25 3rd GAME-2 |
|                            |               |               |                      |                      |

### ホームゲームアリーナ
メインのホームアリーナは高松市総合体育館である。このほか善通寺市民体育館や観音寺市立総合体育館もホームアリーナとして紹介されている。また、2025-2026シーズンより前年に竣工したあなぶきアリーナ香川（運営会社の株式会社ファイブアローズは、同アリーナの指定管理者である「香川アリーナコンソーシアム」の構成企業になっている）でも試合が行われる。

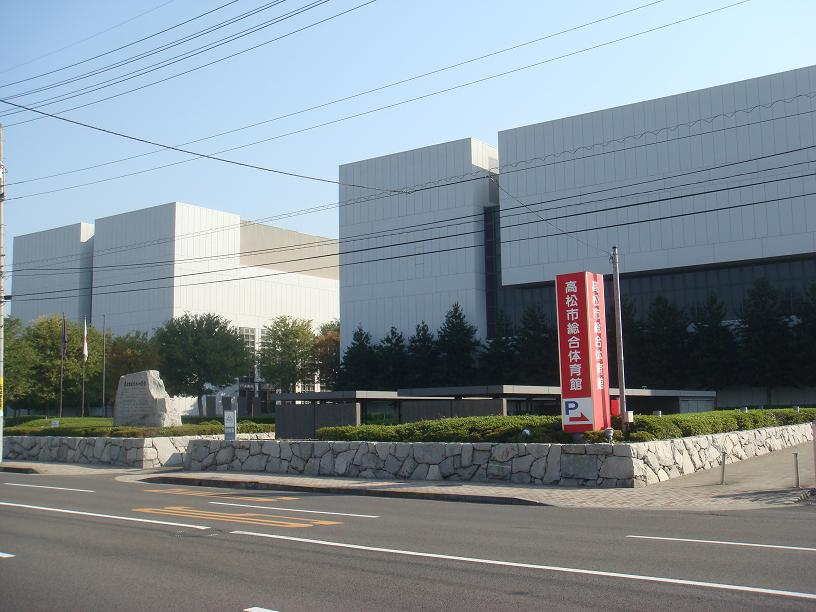
高松市総合体育館

| 年度    | 参加クラス | ホームゲーム数 | 高松市総 | 県内その他                                     | 県外                        | 備考     |
| 2006-07 | bj         | 20             | 16       | 丸亀：4                                        |                             |          |
| 2007-08 | bj         | 22             | 14       | 丸亀：2                                        | 松山：2、高知：2、徳島：2   |          |
| 2008-09 | bj         | 26             | 16       | 丸亀：4                                        | 松山：2、高知：2、徳島：2   |          |
| 2009-10 | bj         | 26             | 14       | 高松香川：10、丸亀：2                          |                             |          |
| 2010-11 | bj         | 24             | 16       | 高松香川：8                                    |                             | [ 注 2 ] |
| 2011-12 | bj         | 26             | 14       | 高松香川：8、丸亀：2                           | 伊予三島：2                 |          |
| 2012-13 | bj         | 26             | 16       | 高松香川：4、丸亀：2、善通寺：2、観音寺：2     |                             |          |
| 2013-14 | bj         | 26             | 12       | 高松香川：4、善通寺：4、観音寺：2              | 備前：2、北島：2            |          |
| 2014-15 | bj         | 26             | 12       | 高松香川：2、善通寺：4、観音寺：2              | 藍住：2、備前：2、きびじ：2 |          |
| 2015-16 | bj         | 26             | 12       | 高松香川：4、善通寺：4、観音寺：2              | 北島：2、岡山：2            |          |
| 2016-17 | B2         | 30             | 24       | 善通寺：2、観音寺：2                           | きびじ：2                   |          |
| 2017-18 | B2         | 30             | 22       | 観音寺：2、とらまる：2、土庄：2                | 北島：2                     |          |
| 2018-19 | B2         | 30             | 21       | 高松香川：1、善通寺：2、観音寺：4、土庄：2     |                             |          |
| 2019-20 | B2         | 23             | 17       | 観音寺：2、とらまる：2、土庄：2                |                             | [ 注 3 ] |
| 2020-21 | B2         | 28             | 20       | 観音寺：4、高松香川：2、善通寺：2              |                             | [ 注 4 ] |
| 2021-22 | B2         | 27             | 11       | とらまる：9、観音寺：4、善通寺：2、高松香川：1 |                             |          |
| 2022-23 | B2         | 30             | 24       | 丸亀：4、観音寺：2                             |                             |          |
| 2023-24 | B3         | 26             | 16       | 丸亀：4、観音寺：2、善通寺：2、三豊：2         |                             |          |
| 2024-25 | B3         | 26             | 22       | 丸亀：2、善通寺：2                             |                             |          |
| 2025-26 | B3         | 26             | 12       | あなぶき：10、観音寺：2、善通寺：2             |                             |          |

凡例
高松市総 - 高松市総合体育館
高松香川 - 高松市香川総合体育館
丸亀 - 丸亀市民体育館
観音寺 - 観音寺市立総合体育館
善通寺 - 善通寺市民体育館
とらまる - とらまるてぶくろ体育館
土庄 - 土庄町総合会館（フレトピアホール）
三豊 ｰ 三豊市総合体育館
香川県外
徳島 - 徳島市立体育館
北島 - 北島北公園総合体育館
藍住 - 藍住町民体育館
鳴門 - 徳島県鳴門総合運動公園体育館(アミノバリューホール)
松山 - 松山市総合コミュニティセンター
伊予三島 - 伊予三島運動公園体育館
高知 - 高知県民体育館
岡山 - 岡山県総合グラウンド体育館
備前 - 備前市総合運動公園体育館
きびじ - きびじアリーナ（総社市スポーツセンター）
あなぶき - 香川県立アリーナ（あなぶきアリーナ香川）
- 観客動員
  - 2006-07 - 平均2,205人、最多2,823人 - 4月1日大分戦（高松市総）、最少1,594人 - 11月17日大阪戦（高松市総）
  - 2007-08 - 平均2,167人、最多3,066人 - 3月30日大阪戦（高松市総）、最少1,524人 - 12月1日富山戦（高松市総）
  - 2008-09 - 平均1,584人
  - 2009-10 - 平均1,171人
  - 2010-11 - 平均737人
  - 2011-12 - 平均780人
  - 2012-13 - 平均1,005人
  - 2013-14 - 平均1,105人、最多2,002人 - 11月23日大阪戦（高松市総）、最少661人 - 12月14日滋賀戦（観音寺）
  - 2014-15 - 平均1,045人、最多1965人 - 3月29日大分戦（善通寺）、最少567人 - 11月8日横浜戦（藍住町）
  - 2015-16 - 平均939人、最多1,988人 - 11月1日奈良戦（善通寺）、最少608人 - 3月13日広島戦（北島）
  - 2016-17 - 平均755人、最多1,633人 - 5月6日熊本戦（高松市総）、最少388人 - 10月30日鹿児島戦（高松市総）
  - 2023-24 - （2024/3/3時点）平均1545人、最多3,212人 - 3月3日横浜EX戦（高松市総）

### 練習拠点
2022年4月から旧高松市立鶴尾中学校の体育館を改修して専用練習場「FIVEARROWS  TSURUO COURT」として使用している。これ以前は主に高松市牟礼総合体育館で行われていた。

## 歴史

### bjリーグ参戦まで
2005年10月、穴吹工務店が出資する運営会社「スポーツプロジェクト高松」のbjリーグ 2006-07シーズンからの新規参入が決定。
2006年3月に一般公募で決定したチーム名「高松ファイブアローズ」とチームロゴを発表した。

### bjリーグ

#### 2006-07シーズン
監督に丸岡茂樹、ヘッドコーチ（HC）に青木幹典が就任。ドラフト会議で石田晃章、アイザック・ソジャナー、喜多誠、菊池宏之らを指名。この他竹田智史、岡田優、ラシード・スパークス、ジュリアス・アシュビー、レジー・ウォーレンらと契約。シーズン途中の2月にアーリーチャレンジ選手制度で中川和之が入団。5試合行ったプレシーズンゲームは3勝2敗。
11月8・9日にべっぷアリーナで行われた開幕戦で大分に連敗スタート。11月11日に高松市総で行われたホーム開幕戦の東京アパッチ戦に77-67で公式戦初勝利を記録した。シーズン序盤から首位争いに加わり、3月18日になみはやドームサブアリーナで行われた大阪戦で勝利した時点で、有明コロシアムで行われるプレイオフ進出が決定。レギュラーシーズンは25勝15敗の3位。ファイナル4ではセミファイナルの新潟戦を90-72で勝利。ファイナルではシーズン1位の大阪に78-94で敗れたが、準優勝という成績を収めた。

#### 2007-08シーズン
青木HCの2シーズン目。中川、アシュビーらが退団し、ジョージ・リーチ、スティーブ・ホーンらが新加入。bjリーグ2007-08シーズンより東西2地区のカンファレンス制が導入され、高松はウエスタン・カンファレンス所属となった。プレシーズンマッチの成績は5勝2敗。
11月3日からホームで開催された開幕節で新潟に連勝した後、11月17日よりチーム新記録の7連勝を記録した。シーズンを通して前シーズン王者の大阪と首位を争い、3月30日の大阪との首位攻防戦はbjリーグ史上初のトリプルオーバータイムとなった。レギュラーシーズン成績は30勝14敗で西地区2位（リーグ全体順位も2位）となり、ファイナル4進出をかけたワイルドカードゲームへの出場が決定。ワイルドカードゲーム（高松市総）は西地区3位（全体7位）の福岡と対戦したが、94-112で敗北してファイナル4進出を逃した。
シーズン終了後、5月10日に高松市総で中国の上海西洋シャークスと国際親善試合を開催し、95-85で勝利した。

#### 2008-09シーズン
青木HCの3シーズン目。オフに丸岡監督、宮本、石田、城間、ウォーレン、ホーンが退団し、ドラフト指名の高田秀一、ゴードン・ジェームス、マット・ギャリソンが新入団。
開幕の大分戦（ビーコンプラザ）から4連勝のスタート。このシーズンは途中から選手の離脱が相次ぎ、12月末以降井上聡とソジャナーが退団し、菊池とリーチおよびジェームスが故障離脱した。2月7日からの大分遠征で出場可能な選手は8名だったが、スパークスとギャリソン、高田がカバーして連勝した。また離脱者の補強として、1月中旬に2シーズンぶりの復帰の中川和之と2月中旬にババカ・カマラを獲得した。結果、1月11日の大阪戦（大阪府立体育会館）から2月22日の大阪戦（高松市総）までチーム新記録の11連勝を達成した。3月22日の埼玉戦に勝利した時点でプレイオフ進出が決定したが、同月末にジェームスが再び故障離脱した。2位で迎えたシーズン終盤の首位・琉球戦、3位の大阪戦で4連敗して順位を下げ、33勝19敗の西地区3位（全体4位）でレギュラーシーズンを終了。西地区2位の大阪と対戦したプレイオフ・カンファレンスセミファイナル（守口市民体育館）でジェームスが復帰したが、1勝2敗で敗退が決定した。

#### 2009-10シーズン
新HCに前福岡HCのカール・ジョン・ニューマンが就任。喜多・中川・野々口・菊池が退団し、庄司和広、田村大輔、原口真英、ドラフトで指名した堤啓士朗、練習生出身の長尾強司が加入した。一方で、景気悪化に伴いメインスポンサーの穴吹工務店が撤退したため資金難となり、外国人ロスター4名との契約更新を見送った。打開策として1口1万円の個人スポンサー募集し、500口を超える応募があった。その他、香川県外でのホームゲーム開催の取り止め、高松市からの市営施設の使用料を半額とする減免措置などで経費削減に努めた。
日本人8名のみで試合を行った10月3日の開幕・仙台戦（仙台市体育館）から5連敗のスタート。開幕後に外国籍選手の補強を行い、マイケル・ガーデナーとアントワン・ブロキシーが合流した後、ホーム開幕2戦目の京都戦（高松市総）に95-91でシーズン初勝利。この試合の後にテランス・ファーリーと契約。堤と原口が退団した後、レミントン・チャン、ワキ・ウィリアムスを獲得したが両名とも1ヶ月で契約解除。さらに一時離脱者が出て2月末に試合出場が可能な選手が8名となり、ジェフリー・プライスと松田大地を獲得した。このシーズンはチーム得点はリーグ上位（1試合平均81.2得点）だったが、失点はリーグワースト（平均91.3失点）で、3月27日の大阪戦（丸亀）では101得点しながら110失点して敗戦、翌28日も敗れてプレーオフ圏外の5位以下が確定。4月3日の京都戦でレギュラーシーズン通算100勝に到達。最終順位は西地区最下位で5月9日にシーズンを終えた。
5月14日、スポーツプロジェクト高松が高松地方裁判所に自己破産手続き開始の申し立てを行い、チームは一時事実上の解散状態となったが、5月27日に来期参戦に必要な広告収入に目処が立ったため、申請を取り下げ、チーム存続が決まる。

#### 2010-11シーズン
7月23日、スポーツプロジェクト高松の株主総会で社名を株式会社ファイブアローズに変更。新社長に経済産業省出身の星島郁洋が就任した。前アシスタントコーチ（AC）の金澤篤志がHCに就任した。選手は岡田、田村、庄司、ガーデナー、ブロキシーが退団。菊池宏之、喜多誠、ラシード・スパークスの3名が2シーズンぶりに復帰した。その他、ドラフト会議で指名した鈴木正晃と、練習生の栗原祐太と契約。
開幕週は那覇市民体育館で琉球と対戦し、オーバータイムとなった2戦目を87-85で初勝利を記録。序盤は3名の外国人選手がファウルトラブルに陥りながらも西地区上位チーム相手に勝利を記録していたが連勝は無く、プライスや菊池ら主力選手が相次いで故障離脱したシーズン中盤から連敗が増え、最下位に転落した。そんな中、2月6日の秋田戦（秋田市立体育館）は、8名の遠征メンバー中、2名が前日の試合で負傷して6名しか出場できなかったが、67-61で逆転勝利を収めた。次戦2月12日よりカービー・レモンズが加わったが、3月にスパークスが故障で離脱。2シーズン連続のリーグ全体最下位でシーズンを終えた。

#### 2011-12シーズン
新HCに2008年よりACを務めてきた前田顕蔵が就任した。喜多が選手兼任ACに就任。竹田智史と全4名の外国人が退団。堤啓士朗が2シーズンぶりに復帰。新外国人はニカ・ウィリアムスとケヴィン・スミスの2名の大卒ルーキーとマイケル・ナナリー、ポール・ビュートラック。
開幕直前に攻守の柱と目されていたスミスが故障で長期離脱。これが一因となり開幕戦から敗戦が続き、bjリーグ記録の開幕20連敗を喫して最下位を独走。故障者等が復帰した12月24日の宮崎戦（都城市早水体育文化センター）で初めて全選手が揃い、80-75でシーズン初勝利を記録したが、1月28日の富山戦（高松市総）にて79-76で2勝目を記録したのを最後に、次戦からシーズン最終戦まで再びリーグ記録を更新する25連敗を喫し、当時のリーグ史上最低勝率（.038）で3シーズン連続の最下位に沈んだ。

#### 2012-13シーズン
前田HCの2シーズン目。鈴木、喜多誠、菊池の3名のみと継続契約し、選手を大幅に入れ替えた。田村大輔が復帰し、ドラフトで岸本行央、チームトライアウトで問雅臣、小寺裕介および大森勇を獲得。外国人はデクスター・ライオンズ、ポール・ウィリアムス、ロバート・ジョンソンと、ルーキーのブランドン・ペンを獲得。
10月13、14日の大阪戦（住吉スポーツセンター）で2008-09シーズン以来4シーズンぶりの開幕連勝スタートを切り、この時点で前シーズンの勝ち星に並んだ（開幕に限定しなくとも連勝自体が2009-10シーズン以来3シーズンぶり）。プレーオフ圏内には浮上できなかったが、前シーズンの10倍の20勝を上げて、3シーズン続いたリーグ全体最下位から脱出し、数シーズン続いた成績下落に歯止めをかけることに成功した。

#### 2013-14シーズン
前田HCの3シーズン目。田村、ペン、ジョンソンが退団し、米澤翼、池本宗太朗、アンドレス・ソーントンが新加入した。開幕3戦目にショーン・スミスが合流。デクスター・ライオンズ、ポール・ウィリアムスの2名の外国人選手を含む前シーズン在籍していた主力選手の多くと継続契約した。
開幕から10試合は3勝7敗だったが、12月に2008-09シーズン以来の4連勝を記録するなど月間6勝2敗で勝率.500に復帰。1月最初の群馬戦で連勝して13勝11敗となり西地区3位に浮上したが、オールスターゲームを挟んで8連敗を喫して順位を下げた。4月第1週を終えた時点の順位は7位で、プレイオフ圏内の6位の大阪とのゲーム差は3.0だったが、直接対決で2連勝して1.0ゲーム差に迫った。その後、首位の琉球戦で4Qに14点ビハインドを逆転して勝利するなどシーズン最終盤の4試合を3勝1敗で終えたが、大阪も同成績で差は縮まらず、西地区7位でシーズンを終えた。勝利数23は過去5シーズンで最も良い成績。

#### 2014-15シーズン
前田HCの4シーズン目。岸本、問、大森、小寺、ウィリアムス、スミスが退団し、籔内幸樹、山下和樹、堀田大暉、ベンジャミン・ジェームス・パケット(B.J.パケット)、ジャスティン・ワッツが入団。
開幕から14試合消化時点で7勝7敗の6位だったが、その後パケット、ソーントンが故障離脱し、11月から1月にかけて14連敗を喫した。最終的に福岡や奈良との争いを制し、プレイオフ圏内の西地区8位となり、2008-09シーズン以来6シーズンぶりのプレイオフ進出が決定。プレイオフ・ファーストラウンドでは西地区1位の京都に2連敗してシーズンを終えた。
この頃、日本国内で並立していた2つのトップリーグであるTKbjリーグとNBLの統合協議が進行し、2016-17シーズンにB.LEAGUEが発足することが決定した。B.LEAGUEへの高松の参入は、財務面（参入後2年以内の債務超過解消）と本拠地アリーナ（ホームゲームの8割を本拠地で開催）の条件などが障壁となっていたが、新メインスポンサーの獲得およびホームタウン・政財界・県バスケットボール協会を中心とした後援会組織の発足により1億2千万の債務超過解消への道筋が立ったこと、高松市の協力でアリーナ条件をクリアできる目途が立ったとして、4月に参入申請を行い、7月にB2への参入が決定した。将来のB1昇格については観客席5000人規模のアリーナが必要であるため、参入後5年から8年後を目指すとしている。

#### 2015-16シーズン
前田HCが退任し、後任のコーチ（実質的なHC）に元宇都宮文星女子高HCの伊藤伸由が就任。コーチをバックアップする監督に元北陸高校監督の津田洋道が就任した。籔内と全4名の外国人が退団し、楯昌宗、林りん太郎、福原弦、アンソニー・ケント、ニノ・ジョンソンが新加入。高田秀一が4シーズンぶりに復帰した。3人目の外国人の獲得は遅れ、ジャービス・ウィリアムズは開幕後7試合目より出場。11月に新人の貝沼雄介を獲得。
アウェイでの開幕戦で前シーズン優勝の浜松に勝利するなど序盤5試合は4勝1敗と勝利が先行したが、その後は選手獲得の遅れに加え、ベンチワークのまずさもあり連敗を繰り返したため、12月26日より津田をHC、伊藤をACとする指導体制の変更を行い、1月19日に高松OBの庄司和広をACとして招聘した。4月第1週にプレーオフ出場の可能性が消滅。前3シーズンを下回るシーズン11勝で、西地区12チーム中11位に終わった。
シーズン終了後の5月、クラブの債務超過1億4千万の内、前年度策定した3か年の経営改善計画だけでは解消できない債務超過2千万円について、香川県と高松市に対して各1千万円の財務支援を要請した。市は6月提案の補正予算で、県は当初予算計上済みの香川プロスポーツ支援事業で出資を計画しているが、市の出資は延滞している市有施設使用料約1,300万円の完済が条件となっている。

### B.LEAGUE

#### 2016-17シーズン（B2西地区）
B.LEAGUEが発足し、B2リーグ西地区所属となる。7月1日より県内全域での活動推進などを理由としてチーム名を「香川ファイブアローズ」に変更した。
新HCにジョー・ナバーロが就任し、津田は監督に復職。選手は高田と堀田とのみ継続契約し、新たに大澤歩、前村哲也、坂井燿平、溝口秀人、徳永林太郎、近忍、チェハーレス・タプスコット、エイドリアン・フォーブス、ニカ・ウィリアムズ（2011-12シーズン以来の復帰）が加入。開幕後に通訳兼練習生だったモーガン・ヒカル・エイケン、1月に坂東拓が加入。
開幕の熊本戦から3連敗を喫した後、4戦目の鹿児島戦に82-77でB2リーグ初勝利を記録。11月末まで鹿児島以外の西地区チームに全敗で3勝15敗だったが、インターカンファレンスで他地区チームとの対戦が始まった12月に月間6勝4敗と勝ち越した。インターカンファレンス終了後は序盤勝てなかった西地区上位に対しても勝利を記録することもあり、特に3月19日にはリーグ記録（当時）の21連勝中だった島根を81-78で破った。最終順位は19勝41敗で西地区6チーム中5位。
シーズン中に行われたB.LEAGUEの2017-18クラブライセンス判定により、香川に対してはB2ライセンスがガバナンス改善という条件付きで付与された。これに伴いシーズン終了後に星島社長が退任し、元香川県職員の村上直実が社長に就任。

#### 2017-18シーズン（B2西地区）
新HCに衛藤晃平が就任。高田、近、堀田、大澤の4名と継続契約し、安慶大樹、安部瑞基、木村啓太郎、筑波拓朗、堀川竜一、レジー・ウォーレン（2007-08シーズン以来の復帰）、アブドゥーラ・クウソー、モンテ・ブランドン、特別指定選手契約の石川智也が加入。
開幕の金沢戦で連敗スタート。12月から1月にかけて上位の福岡、愛媛、広島を相手に5連勝を記録し、1月末時点で15勝17敗と勝率.500に迫ったが、2月から4月にかけて1勝を挟んで8連敗と9連敗を喫し、プレーオフ争いに加わることはなかった。最終成績は22勝38敗で西地区6チーム中5位。

#### 2018-19シーズン（B2西地区）
衛藤体制2シーズン目。近、安慶、堀田、クウソー、ブランドンが退団。高比良寛治、テレンス・ウッドベリーが新たに加入。開幕直前に故障者が相次ぎ、開幕直後に藤岡昂希と原田祥伍を補強した。12月に特別指定選手契約で大橋聖也が加入。
アウェイでの開幕戦で奈良に敗れた後、ホーム福島戦でシーズン初勝利したが黒星が先行。11月から1月まで18連敗を喫して最下位に低迷し、1月末時点で6勝29敗でB3降格も危ぶまれる。2月にエリック・トンプソンを補強。2月下旬より4連勝、3月に3連勝を記録して巻き返した。19勝41敗でB.LEAGUE発足後初の西地区最下位となったが、B2リーグ全体最下位は免れた。

#### 2019-20シーズン（B2西地区）
衛藤体制を継続したが、衛藤の過去の練習指導において選手に対する暴言、暴力等、リーグ規約に違反する行為があったことが8月に発覚。リーグより衛藤のほか、運営会社、村上代表、津田取締役に対して制裁処分が下され、1年間の全職務停止処分を受けた衛藤は辞任した。新指導体制はHCに津田、ACに前山形ACの石川裕一が就任した。石川は保有するコーチライセンスがB級であるため津田がHCに就任したが、チームの指揮は石川が行う。9月に経営も新体制となりスポーツイベント企画会社経営者の藤田秀彰が新社長に就任。
選手はウォーレン、大澤、木村、高田、トンプソン、堀川、原田が退団。新加入は矢代雪次郎、兒玉貴通、嶋田基志、ケビン・コッツァー。シーズン途中に特別指定選手の上良潤起と金久保翔が加入。2月に横尾達泰を補強。
10月、前ニュージーランド代表ヘッドコーチのポール・ヘナレをアソシエイトヘッドコーチ（AHC）として招聘。日本でのHCライセンスが発行された後、11月22日、新HCに就任した。
9月21日、ホームに愛媛を迎えてシーズンが開幕し、2戦目に92-64で初勝利を記録。例年と違い、4戦目からの5連勝で白星が先行し、1月中旬まで1度も連敗をせず、プレーオフ進出圏の西地区2位をキープしていたが、2月2日にリーグ得点ランク1位（当時）のウッドベリーがシーズン絶望の重傷で戦線離脱。2月末にアンドリュー・ランダルとロバート・ローを補強したが、直後に新型コロナウイルス感染拡大によりシーズンが中断。一旦は無観客試合でリーグ戦が再開されたが、3月27日に打ち切りが決定し、27勝20敗の西地区2位でシーズンを終えた。シーズン勝ち越しはB.LEAGUE発足後は初めてで、bjリーグ時代を含めても2008-09シーズン以来。

#### 2020-21シーズン（B2西地区）
ヘナレHCの2シーズン目。今シーズンから新型コロナ感染拡大の影響により、従来の東・中・西の3地区制から東西の2地区制となった。選手は矢代、嶋田、石川、ランダル、ロー、大橋が退団し、森田雄次、リース・ヴァーグが加入した。前シーズン特別指定選手だった金久保、上良と契約。9月から練習生としてチームに参加していた石野渉生とも短期契約した。シーズン中は1月に谷口光貴を補強した。
コロナ禍における入国制限で合流が遅れたヴァーグと、リハビリ中のウッドベリーを欠いた状態で開幕を迎えた。開幕2戦目のFE名古屋戦にて77-75で初勝利をあげたが、11月15日時点の成績は2勝11敗で最下位。選手合流後に徐々に負け越しを減らし、53試合消化時点で27勝26敗としてプレイオフ進出圏内のリーグ全体8位に順位を上げたが、次戦より最終戦まで4連敗を喫して逃した。最終成績は27勝30敗で西地区8チーム中4位。

#### 2021-22シーズン（B2西地区）
ヘナレHCが退任し、石川裕一ACが新HCに就任した。伊集貴也、飯田遼、頓宮裕人、アンガス・ブラントが新加入。矢代雪次郎が2シーズンぶりに復帰した。シーズン途中に青山学院大学の相原アレクサンダー学、近畿大学の大町尭舜が特別指定選手として加入した。
高松市総合体育館が改修工事により12月末まで使用できないため、観音寺市立総合体育館で開催された開幕の東京Z戦より4連勝を記録。前半にB2でのチーム記録を2度更新する7連勝、8連勝を各1度ずつ記録して西地区首位に立ったが、2月下旬より5連敗を喫して一時は順位を4位に下げた。連敗を止めた3月12日の山形戦（山形県総合運動公園）から連勝がスタートし、4月30日の西宮戦（播磨町総合体育館）に80-62で勝利した時点で、bjリーグ時代に記録した11連勝を上回る12連勝を記録するとともに初のB2西地区優勝が決定した。レギュラーシーズン成績は36勝16敗。初出場したB2プレーオフは、西4位の佐賀とのクォーターファイナルを2連勝で突破したが、セミファイナルで東2位の仙台に1勝2敗で敗れた。3位決定戦は対戦相手の熊本がチーム内で発生したコロナ感染症の影響で試合を行うことができず、香川の不戦勝での3位が決定した。
第97回天皇杯ではB1勢2チームに勝利した（横浜と三遠に勝利し、A東京に敗戦）。

#### 2022-23シーズン（B2西地区）
石川HCの2シーズン目。主力のウッドベリー、谷口が退団し、安部が引退した。久岡幸太郎、小阪彰久、マイルズ・ヘソン及びアジア枠選手としてルーズベルト・アダムスが新加入し、特別指定選手だった相原アレクサンダー学と本契約した。また、カイル・リチャードソンが練習生としてチームに加入した。11月にオーストラリア代表の活動に参加するブラントに代わり、短期契約でジョシュア・クロフォードが加入した。
開幕戦は勝利したが、次戦より7連敗。兒玉、ヘソン、ブラントら故障者が続出し、一時は外国籍全選手がベンチ外となった。12月26日付でブラントが故障者リスト入りし、代わってリチャードソンを選手登録した。1月に特別指定選手として名古屋学院大の足達玲太と神奈川大の工藤貴哉が加入した。2月下旬、オーストラリア代表活動に参加するヴァーグに代わり、ナイジェル・スパイクスと短期契約したが、3月にヘソンが富山に期限付き移籍したため、スパイクスとシーズン終了まで契約を延長した。12月から1月にかけての8連敗で西地区最下位にまで順位を下げた後、4月に迎えた順位争いのライバル・奈良との直接対決でブラントが約4ヶ月ぶりに復帰したが（代わりにリチャードソンが選手契約解除）、連敗を喫してB3降格が決定した。最終成績は16勝44敗で西地区7チーム中最下位（リーグ全体では14チーム中13位）。

#### 2023-24シーズン（B3）
経営体制に変更があり、前シーズン途中に副社長兼GMに就任していた生岡直人が新たに代表取締役社長に就任。藤田前社長は香川県立アリーナの指定管理者となった香川コンソーシアム（運営会社ファイブアローズが構成員となっている共同企業体）の業務を担当する企画運営室室長を務めた後、7月末で退任。
石川HCが契約満了となり、前富山ACの籔内幸樹がHC（アシスタントGM兼任）に就任した。藪内は選手として所属していた2014-15以来の復帰。青森ACを務めていた阿保直樹ACも2シーズンぶりに復帰。選手は児玉、矢代、飯田、小阪、相原、久岡、工藤及び外国籍選手全員が退団し、新たにフォファナ・ママドゥ、山本エドワード、松井啓十郎、5シーズンぶり復帰の木村啓太郎、前シーズン特別指定選手だった足達玲太、ニューベリー・リチャードと末廣力久の2名の大卒新人と契約。外国籍選手はムッサ・ダマ、アーロン・ファルゾン、イバン・ラベネル、ジャン・ムンホ（韓国）が加入。シーズン開幕前の9月にファルゾンとの契約を解除し、4シーズン前に香川に短期間在籍していたアンドリュー・ランダルと契約。開幕後の10月に立石勉、11月に山根響、1月にストックマンJr.ケドリックと契約した。
第99回天皇杯は、北海道会場での4回戦から登場してB1の2チームを破った（茨城およびホストの北海道に勝利した。）。

## 成績

### bjリーグ
| 年度    | レギュラーシーズン | レギュラーシーズン | レギュラーシーズン | レギュラーシーズン | レギュラーシーズン | レギュラーシーズン | レギュラーシーズン | レギュラーシーズン | 最終結果 | HC                 | 備考                      |
| 年度    | 勝                 | 敗                 | 勝率               | ゲーム差           | 得点               | 失点               | 得失点差           | 順位               | 最終結果 | HC                 | 備考                      |
| ------- | ------------------ | ------------------ | ------------------ | ------------------ | ------------------ | ------------------ | ------------------ | ------------------ | -------- | ------------------ | ------------------------- |
| 2006-07 | 25                 | 15                 | .625               | 4.0                | 83.3               | 80.0               | +3.3               | 3位                | 準優勝   | 青木幹典           | 新規参入 ファイナル進出   |
| 2007-08 | 30                 | 14                 | .682               | 4.0                | 92.7               | 85.3               | +7.4               | 西2位              | 5位      | 青木幹典           | ワイルドカードゲーム敗退  |
| 2008-09 | 33                 | 19                 | .635               | 8.0                | 86.9               | 82.3               | +4.6               | 西3位              | 5位      | 青木幹典           | プレイオフ 地区準決勝出場 |
| 2009-10 | 13                 | 39                 | .250               | 21.0(16.0)         | 81.2               | 91.3               | -10.1              | 西7位              | 13位     | ニューマン         |                           |
| 2010-11 | 10                 | 38                 | .208               | 23.0(13.0)         | 73.2               | 84.7               | -11.5              | 西9位              | 16位     | 金澤篤志           |                           |
| 2011-12 | 2                  | 50                 | .038               | 37.0(26.0)         | 68.2               | 88.2               | -20.0              | 西9位              | 19位     | 前田顕蔵           |                           |
| 2012-13 | 20                 | 32                 | .385               | 22.0(8.0)          | 75.7               | 79.4               | -3.7               | 西9位              | 15位     | 前田顕蔵           |                           |
| 2013-14 | 23                 | 29                 | .442               | 20.0(1.0)          | 73.3               | 76.5               | -3.2               | 西7位              | 15位     | 前田顕蔵           |                           |
| 2014-15 | 17                 | 35                 | .327               | 27.0(-)            | 76.5               | 82.3               | -5.8               | 西8位              | 9位      | 前田顕蔵           | プレイオフ 地区1回戦出場  |
| 2015-16 | 11                 | 41                 | .212               | 30.0(9.0)          | 71.2               | 81.7               | -10.5              | 西11位             | 21位     | 伊藤伸由 →津田洋道 |                           |
| 計      | 184                | 312                | .371               |                    |                    |                    |                    |                    |          |                    |                           |

ゲーム差は()外は1位、()内はプレイオフ圏との差をそれぞれ表している。

## タイトル・表彰

### B.LEAGUE
- MVP
  - 2021-22 テレンス・ウッドベリー
- 得点 
  - 2016-17 チェハーレス・タプスコット
- リバウンド
  - 2017-18 レジー・ウォーレン
  - 2019-20 ケビン・コッツァー

### bjリーグ
- コーチ・オブ・ザ・イヤー
  - 2006-07 青木幹典
- ベスト5
  - 2006-07 ラシード・スパークス
  - 2007-08 レジー・ウォーレン
- コミッショナー特別賞
  - 2009-10 岡田優
- アシスト
  - 2006-07 ラシード・スパークス
  - 2009-10 マイケル・ガーデナー
- スティール
  - 2006-07 ラシード・スパークス
- ブロックショット
  - 2008-09 ジョージ・リーチ
  - 2009-10 アントワン・ブロキシー

### 月間MVP
- 2008年12月　ゴードン・ジェームス
- 2009年2月　マット・ギャリソン
- 2013年12月　ポール・ウィリアムス

### 週間MVP
- 2006年12月23-24日 喜多誠
- 2007年2月3-4日 アイザック・ソジャナー
- 2007年2月10-12日 中川和之
- 2007年11月24-25日 レジー・ウォーレン
- 2008年1月19-20日 レジー・ウォーレン
- 2008年2月16-17日 アイザック・ソジャナー
- 2009年2月14-15日 中川和之
- 2010年4月30日-5月5日 岡田優
- 2012年10月13-14日 喜多誠
- 2013年11月22日-24日 デクスター・ライオンズ
- 2015年1月24日-25日 デクスター・ライオンズ
- 2015年4月18-19日 アンドレス・ソーントン

### その他
コミュニティーアシスト賞
- bjリーグ2006-07　四国4県で地元のバスケ協会と協力してホームゲームを開催し、バスケの振興に貢献したため。

チームアシスト賞
- bjリーグ2009-10 アローズプロジェクト（高松ファイブアローズのホームゲーム開催時、会場設営や運営をサポートしているボランティアチーム）　シーズン参戦が危ぶまれていた高松ファイブアローズにおいて、ホームゲームの設営撤去及びチケットもぎり等、シーズンを通して運営に多大な貢献をしたため。

## 主な記録

### B.LEAGUE（B2）
ゲームレコード（個人）
|                            | 記録 | 選手                                          | 達成日                                       | 備考          |
| 得点                       | 45点 | テレンス・ウッドベリー                        | 2019年9月29日奈良戦 2019年12月11日熊本戦     | 2度達成       |
| フィールドゴール成功       | 15本 | テレンス・ウッドベリー                        | 2019年9月29日奈良戦                          |               |
| スリーポイント成功         | 8本  | 坂東拓 谷口光貴                               | 2017年4月16日熊本戦 2022年3月16日熊本戦      |               |
| フリースロー成功           | 20本 | テレンス・ウッドベリー                        | 2021年1月27日佐賀戦                          | B2タイ記録    |
| アシスト                   | 13本 | テレンス・ウッドベリー                        | 2018年10月24日愛媛戦                         |               |
| リバウンド（トータル）     | 28本 | ケビン・コッツァー                            | 2020年2月15日福島戦                          | OR4本、DR24本 |
| リバウンド（オフェンス）   | 13本 | エイドリアン・フォーブス                      | 2017年2月25日FE名古屋戦                      |               |
| リバウンド（ディフェンス） | 24本 | ケビン・コッツァー                            | 2020年2月15日福島戦                          | B2記録        |
| ブロックショット           | 7本  | エイドリアン・フォーブス                      | 2017年5月7日熊本戦                           |               |
| スティール                 | 7本  | チェハーレス・タプスコット アンガス・ブラント | 2017年2月25日FE名古屋戦 2021年12月16日越谷戦 |               |

チーム記録
|               | 記録   | 達成日                                     | 備考 |
| 1試合最多得点 | 112点  | 2019年11月27日福島戦                       |      |
| 1試合最少得点 | 48点   | 2018年12月30日群馬戦                       |      |
| 1試合最少失点 | 56点   | 2016年12月10日岩手戦                       |      |
| 1試合最多失点 | 114点  | 2017年3月12日東京EX戦                      |      |
| 連勝          | 12連勝 | 2022年3月12日山形戦 - 2022年4月30日西宮戦  |      |
| 連敗          | 18連敗 | 2018年11月24日山形戦 - 2019年1月27日青森戦 |      |

### bjリーグ
ゲームレコード（個人）
|                    | 記録 | 選手                                                           | 達成日                                                                                             | 備考    |
| ------------------ | ---- | -------------------------------------------------------------- | -------------------------------------------------------------------------------------------------- | ------- |
| 得点               | 40点 | レジー・ウォーレン                                             | 2008年1月19日福岡戦                                                                                |         |
| スリーポイント成功 | 9本  | 岡田優                                                         | 2006年11月12日東京戦 2009年4月5日大分戦                                                            | 2度記録 |
| フリースロー成功   | 19本 | マイケル・ガーデナー                                           | 2009年12月13日京都戦                                                                               |         |
| アシスト           | 14本 | ラシード・スパークス マイケル・ガーデナー                      | 2006年12月17日東京戦 2010年2月20日大分戦                                                           |         |
| リバウンド         | 25本 | アントワン・ブロキシー                                         | 2010年2月28日富山戦                                                                                |         |
| ブロックショット   | 9本  | アイザック・ソジャナー ジョージ・リーチ                        | 2008年2月16日沖縄戦 2008年11月2日大阪戦                                                            |         |
| スティール         | 7本  | 中川和之 岡田優 竹田智史 ケヴィン・スミス ロバート・ジョンソン | 2007年2月18日新潟戦 2010年3月6日埼玉戦 2011年4月11日沖縄戦 2012年1月8日大阪戦 2012年11月24日京都戦 |         |

チーム記録
|               | 記録   | 達成日                                    |
| ------------- | ------ | ----------------------------------------- |
| 1試合最多得点 | 117点  | 2008年12月7日富山戦                       |
| 1試合最少得点 | 49点   | 2013年12月30日新潟戦                      |
| 1試合最少失点 | 48点   | 2016年3月12日広島戦                       |
| 1試合最多失点 | 120点  | 2009年10月10日滋賀戦                      |
| 連勝          | 11連勝 | 2009年1月11日大阪戦 - 2009年2月22日大阪戦 |
| 連敗          | 25連敗 | 2012年1月30日富山戦 - 2012年4月29日大分戦 |

## 選手とスタッフ

### 現行ロースター
| 記号説明 |                           |  |                           |
|          | チームキャプテン          |  | (C) オフコートキャプテン  |
|          | 故障者                    |  | (+) シーズン途中契約      |
|          | (S) 出場停止              |  | (帰) 帰化選手             |
|          | (ア) アジア特別枠選手     |  | (申) 帰化申請中選手（B3） |
|          | (特) 特別指定選手         |  | (留) 留学実績選手（B3）   |
|          | (育) ユース育成特別枠選手 |  | (U) U22枠選手             |

公式サイト
| - ロースター - スタッフ - スタッツ - 故障者リスト | - 選手契約登録規程 B1.B2 / B3 - FA選手リスト |

## 応援

### マスコットキャラクター
- サマー&シルキー

不死鳥をモチーフとしたキャラ（2007年4月から夫婦）。穴吹工務店のスポンサードにより「サーパス」の名称を使用していたプロ野球・オリックス二軍のマスコットとして2000年に誕生した後、ファイブアローズ創設時から2008年まで両チームのマスコットを兼任していた。名前と結婚の設定は、元穴吹工務店取締役会長の「穴吹夏次」（夏＝Summer）と、妻で元同社会長、現穴吹カレッジグループ代表の「穴吹キヌヱ」（絹＝Silk）に由来する。
- アロルド・ズッキーニ

イエローのズッキーニをモチーフとしたキャラ。一般公募で寄せられたデザインの中から選ばれ、2013年1月5日の東京サンレーヴス戦で初登場。
- 神破命&Y-01

2020年1月に誕生。神破命（シンパノミコト）は未来から現れたアローズの守護神。
Y-01（ワイゼロイチ（通称：ヨイチ））は未来予知能力を持つAIロボット。主電源は人間の情熱。名前は一般公募で決定した。
- チーム応援怪獣　再生怪獣　サラマンドラ

2010-11シーズン開幕前にbjリーグが企画した「ウルトラ怪獣ドラフト2010」で獲得した。細胞の一片でも残っていれば再生する能力を持つ怪獣。
- マナやん
  - 新屋島水族館の公式キャラクター。ファイブアローズのホームゲームに屋島水族館イルカショースタッフの「世直し侍」とともに頻繁にゲスト出演し、2021年12月にチーム公認キャラクターに就任した[35]。

### オフィシャルソング
- FLY HIGH!! この星の素晴らしき者たち (shihoko、作詞さいとういんこ、作曲榊原大)
- Five Arrows 〜TRY AGAIN!!〜 （mimika feat Mito）2010-11シーズンより使用
- 絶対的晴天青空、クリオネの灯り、桜色クリシェ、DO YOUR BEST!（出口陽による公式応援ソング）

### アリーナMC
メインMC
- DJ・SU-JI（2006年 - ）MC陣は応援番組にも出演していた。

アシスタントMC
- 榎本麗美（2006-07シーズン）
- SACHI（真鍋幸江）（2007-08シーズン）前期はブースターと共に客席から応援、後期はサマー&シルキーと行動して試合の運営をアシストをした。そして女優として、007シリーズ赤い刺青の男の映画化と香川・直島町ロケ誘致活動のシンボル“香川のボンドガール”[36]を1年間務めた。香川県国際交流員で、観光短編映画「直島より愛をこめて」で共演したジェームズ・ボンド役の外国人男性と2007年7月7日に結婚し[37]、8月からイギリスで新生活をスタート。
- 磯部恵美（2008-09シーズン）
- 遠山奈美（2018年 - ）アローズPR部隊も務めている[38]。

### ダンスパフォーマンスチーム等
クラブ公式パフォーマンスチーム「United Archers」（ユナイテッドアーチャーズ）がホームゲームで活動している。2021年11月から開始されたメンバーオーディションを経て2022年2月にデビューした。
2006-07シーズンから2009-10シーズンまで公式チアダンスチームとしてAROAROとキッズチームのMiniARO、2011-12シーズンから2021-22シーズンまでSunny Arcsが活動していた。またイメージガールとしてAROGIRLが、2012年9月より2015-16シーズンまで活動していた。
2016-17シーズンより公式名誉アンバサダーを設けた。
- 原奈津子、出口陽（2016-17シーズンより[42]）、山田麻莉奈（2018-19シーズンより[43]）、長谷川玲奈（2019-20シーズンより[44]）

### 地元とのコラボ
地域活性化を目的に地元出身者・団体等とのコラボレーションを行っている。
- 2010-11シーズンは香川県出身の坂本ヒロキデザインのロゴやアートワークを高松丸亀町商店街再開発工事の現場板に使用[45]。
- 2013-14シーズンは高松工芸高校出身者を中心としたクリエーター集団「瀬ト内工芸ズ」デザインによるユニフォームを使用[46]。
- アローズ映画化プロジェクト - バスケットボールを通じた青春映画『Give and Go』でさぬき映画祭グランプリを受賞している森英人を監督に迎え、ドキュメンタリー『ファイブアローズ2.50 basketball is life』を制作。2015年のさぬき映画祭でコーチ、選手の舞台挨拶付きで初上映された。
- 小豆島では、地域スポーツクラブ「小豆島スポーティーズ」を中心に地元有志が参加した公式戦開催協力団体「小豆島アローズ」が2019年1月に結成された。「アローズクエスト」と題したPRイベント、住民と選手のコラボポスターの制作、高松琴平電気鉄道車内のポスタージャック等を行った。

### メディア
香川県のローカル放送局では高松ケーブルテレビ、NHK高松放送局、西日本放送、エフエム高松コミュニティ放送がホームゲームの中継を行っていた実績がある。過去、現在に放送されていた主な応援番組は下記のとおり。
- Action!!815 Challenge Thursday内コーナー - FM高松
  - 『Singnalはるかの，射抜け❤︎ファイブアローズ！』
  - 『おしえて！ファイブアローズ』
- 『CMS Sportsプラス』 - 高松ケーブルテレビ
- 『ウイークリーアローズ』（JOY-U・CLUB内） - FM香川
- 『スーパーダンクTV!』 - 西日本放送
- 『高松ファイブアローズ Today's ダイジェスト』 - 西日本放送
- 『FLY HIGH』 - FM高松、FMびざん、高知シティFM
- 『とことん!高松ファイブアローズ』（とことん!土曜〜び!!内） - 西日本放送
- 『OHKスポーツスピリッツ』 - 岡山放送
- 『西﨑梨乃のなるほど！ファイブアローズ』（every.フライデー内） - 西日本放送

## アカデミー・育成年代チーム
- 高松ファイブアローズ時代から小学生から大人までを対象としたバスケットボールアカデミーを開講していた。現役選手もコーチを担当している。
- 2019年4月に地域クラブとしてのU15チームを結成[47]。
- 2021年4月にBリーグチームとしてのU15チームを結成[48]。
- 2022年4月にBリーグチームとしてのU18チームを結成[49]。